# Windisch Graetz

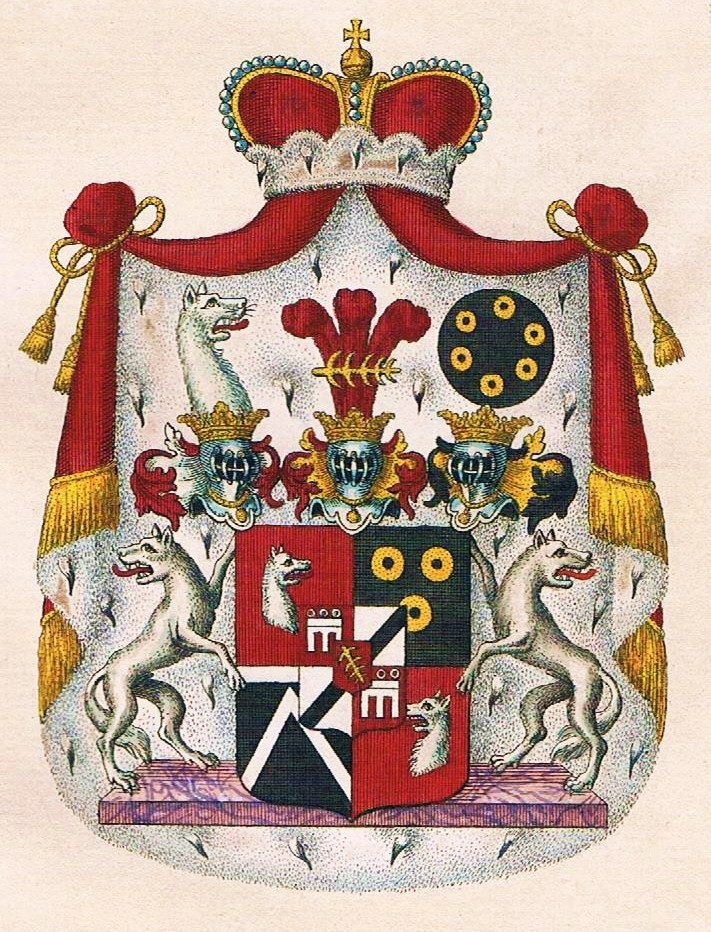
Stemma dei Windisch-Graetz

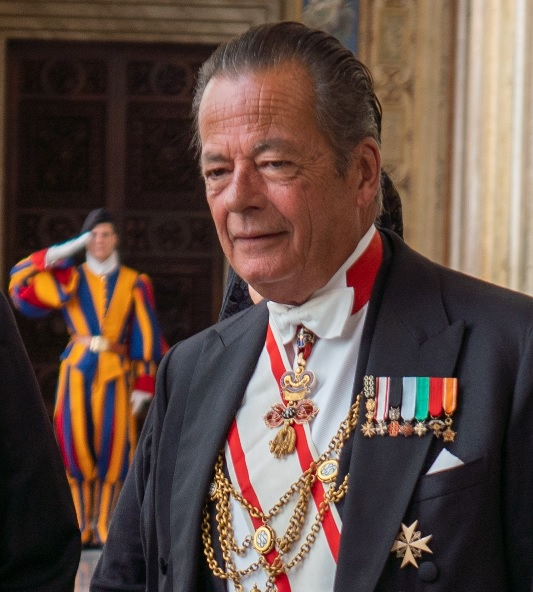
Mariano Hugo zu Windisch-Graetz.

Albero del Principe Maximiliano Hugo

I Windisch Graetz (o Windisch-Grätz) sono una famiglia austriaca.
Della famiglia von Windisch-Graetz si hanno i primi accenni in manoscritti del XIII secolo, dove compare un Wildebrandt von Windisch-Graetz. Da questo primo titolo, di tipo baronale, verso la fine del XVIII secolo, Giuseppe II conferì a Joseph-Niklas von Windisch-Graetz il titolo di Reichsgraf, conte.
Per i suoi meriti durante le Guerre napoleoniche e per aver stroncato la rivoluzione ungherese del 1848, il figlio di questi, Alfred I von Windisch-Graetz divenne Reichsfürst, principe. I suoi figli e nipoti, Alfred II Nikolaus Gurtramm von Windisch-Graetz e Alfred III von Windisch-Graetz, occuparono entrambi posti di rilievo nella diplomazia e nell'esercito austriaci, come tempo prima l'aveva occupato un loro avo, Gottlieb Amadeus von Windisch-Graetz.
Attuale capo della famiglia è Mariano Hugo di Windisch-Graetz.

## Storia familiare
Ulrico di Graetz o Windischgraetz appare nell'anno 1242 come teste in un documento imperiale di Federico II e nel 1248 in un documento del duca Federico d'Austria. La famiglia probabilmente di una stirpe come quella de Diengen, sembra originaria dalla Baviera ed è al seguito dei conti Andrechs-Merano, duchi di Carinzia e marchesi d'Istria, e precisamente del conte Bertoldo, patriarca di Aquileia, del quale teneva il capitanato di "castrum et forum Windischgraetz". Nella seconda metà del XII secolo prende sede nelle vicinanze di Graz in Stiria. La genealogia comincia con Ermanno (1297), nipote o pronipote di Ulrico, che fu giudice municipale della città di Graz. Barone dell'impero romano con predicato “de Waldstein un im Thal” (dato il 7 luglio 1551).
Altre date importanti per la storia della famiglia sono:
- Divisione dell'Impero, il ramo austriaco degli Asburgo eredita il ducato di Stiria, 27 giugno 1565.
- Indigenato del Regno ungarico, 19 luglio 1655.
- Titolo di conti del Romano Impero per Amedeo Windisch Graetz e discendenza 2 agosto 1658.
- Inkolat del Regno di Boemia, 26 marzo 1689.
- Gran palatino, Vienna, 14 febbraio 1730.
- Ammissione ad personam al seggio dei conti Franconi 28 gennaio 1684.

Leopoldo Vittorino, figlio di Amedeo, fa uso del diritto di conio nel 1745. Giuseppe Nicola batte moneta nel 1777. Dal suo figlio minore, Veriando, il quale riacquista nel 1846 la tenuta di Haasberg, discendono gli attuali membri della famiglia in Italia. A Veriando fu esteso il titolo principesco, già conferito al fratello maggiore, feldmaresciallo Alfredo di Windisch-Graetz, ed esplicitamente fu conferito a tutti e due i fratelli il titolo di principi dell'Impero d'Austria con decreto 18 maggio 1822 anche per i loro discendenti.

### Linea maggiore
- Alfred I (1787–1862), Conte 1802–1804, I principe 1804–1862
  - Alfred II (1819–1876), II principe 1862–1876
    - Alfred III (1851–1927), III principe 1876–1927), che sposò nel 1877 la principessa Maria Gabriela Eleonore von Auersperg (1855-1933)
      - Principessa Maria Heduvige (1878-1918)
      - Principe ereditario, Alfred Ludwig (1879-1880)
      - Principessa Cristina (1881-1895)
      - Principe ereditario, Vincenz Alfred (1882-1913)
      - Principessa Agnese Matilde (1884-1959)
      - Principessa Guglielmina (1885-1886)
      - Principessa Maria Aglae (1887-1961)

  - Principe August Josef Nikolaus (1828-1910)
  - Principe Ludwig (1830–1904)
    - Ludwig Alfred (1882–1968), IV Principe 1927–1968
      - Ludwig Aladar (1908-1990), V principe 1968-1990
        - Principe Alfred (n. 1939) – rinunciò ai titoli di successione in 1966
        - Anton (nato nel 1942), VI principe 1990–presente

  - Principe Joseph (1832–1906)
    - Principe Franz (1867–1947)
      - Principe Otto (1913–2011)
        - Principe Johann-Nepomuck (n. 1953)

  - Principessa Aglei Leopoldine Pauline (1818-1843)
  - Principessa Mathilde Eleonore Aglei (1835-1907)

### Linea minore
- Weriand (1790–1867), I principe 1822-1867
  - Hugo (1823-1904), II principe 1867-1904
    - Hugo (1854-1920), III principe 1904-1920
      - Hugo (1887-1959), IV principe 1920-1959
        - Maximilian (1914-1976), V principe 1959-1976
          - Mariano Hugo (nato nel 1955), VI principe 1976-oggi, ha sposato nel 1990 l'arciduchessa Sophie Franziska d'Austria
            - Maximilian Hugo, principe ereditario di Windisch-Graetz (nato nel 1990
            - Alexis Ferdinand (1991-2010)
            - Larissa Maria Grazia Helen Leontina Maria Luisa (nata nel 1996)

          - Principe Manfred (nato nel 1963)
            - Principe Nicolò (nato nel 1997)
            - Principe Brando (nato nel 2008)

      - Principe Alfred Weriand (1890-1972), sposò la principessa Marie Isabella zu Hohenlohe-Langenburg
        - Christine Anna
        - Gottfried Maximilian
        - Hugo Weriand Antonius Fraziskus Thomas Maria, che sposò Caroline Knott
          - Constantin Weriand Alfred Maria (nato nel 1962)
            - Leopold Weriand
            - Otto Atticus

          - Franz Karl Weriand Gottlieb Albrecht Maria (nato nel 1964)
            - Maximilian Anastasia Christiane Isabella (nata nel 2004)
            - Augustin George Veriand Franziskus Ferdinand (nato nel 2006)

          - Prince Alfred Weriand (1890–1972), married Princess Marie Isabella zu Hohenlohe-Langenburg
            - Christiane Anna
            - Gottfried Maximilian
            - Hugo Weriand Antonius Franziskus Thomas Maria, married Caroline Knott
              - Constantin Weriand Alfred Maria (b. 1962)
                - Leopold Weriand
                - Otto Atticus

              - Franz Karl Weriand Gottlieb Albrecht Maria (b. 1964)
                - Maximiliana Anastasia Christiane Isabella (b. 2004)
                - Augustin George Veriand Franziskus Ferdinand (b. 2006)

  - Principessa Maria (1856-1929)
- Ernest Ferdinand von Windisch-Graetz (1827-1918), sposò la principessa Kamilla Amalia Caroline Notgera zu Oettingen-Spielberg
  - Karl Otto Hugo Weriand von Windisch-Graetz
  - Otto Weriand von Windisch-Grätz, sposò l'arciduchessa Elisabetta Maria d'Asburgo-Lorena
    - Franz Josef Windisch-Graetz (1904-1981), che ha sposato nel 1934 Ghislaine d'Arschot Schoonhoven
      - Stephanie Windisch-Graetz (17 luglio 1939 - 12 luglio 2019), che ha sposato Dermont-Blundell-Hollinshead-Blundell (1935 - 2009)
        - Henry Victor William Brundell-Hollinshead-Blundell (1967)
        - Alexander Otto Blundell-Hollinshead-Blundell (1969)

      - Guillaume Franz Windisch-Graetz (1950)

    - Ernst Windisch-Graetz (1905-1952) sposò in prime nozze Ellen Skinner (1906-1982) nel 1927 e divorziò nel 1940. Sposò in seconde nozze Eva Isbary (nata nel 1921) nel 1947.
    - Rudolf Johann Windisch-Graetz (1907-1939)
    - Stephanie (1909-2005). Sposò in prime nozze il conte Pierre d'Alcantara de Querrieu (1907-1944) nel 1933. Sposò in seconde nozze Carl Axel Bjordklund (1906-1986.
      - Conte Alvar Etienne d'Alcantara de Querrieu (30 luglio 1935-5 agosto 2019)
      - Bjorn-Axel Bjorklund (20 ottobre 1944-7 settembre 1995)
        - Count Alvar Etienne d'Alcantara de Querrieu (30 July 1935 – 5 August 2019)

  - Marie Gabriele von Windisch-Graetz

## Personalità della famiglia
- Alfred III di Windisch-Grätz
- Ernst Friedrich von Windisch-Graetz
- Maria di Windisch-Grätz
- Karl Windisch-Graetz
- Karl von Auersperg
- Alfred von Windisch-Graetz
- Otto zu Windisch-Graetz
- Mariano Hugo Windisch-Graetz

La principessa Michael di Kent del Regno Unito discende da questa famiglia tramite la nonna materna, mentre suo marito, il principe Michael di Kent è il cugino di secondo grado dell'arciduchessa Sophie Franziska d'Austria, baronessa di Windisch-Graetz.

## Castelli dei principi Windisch-Graetz

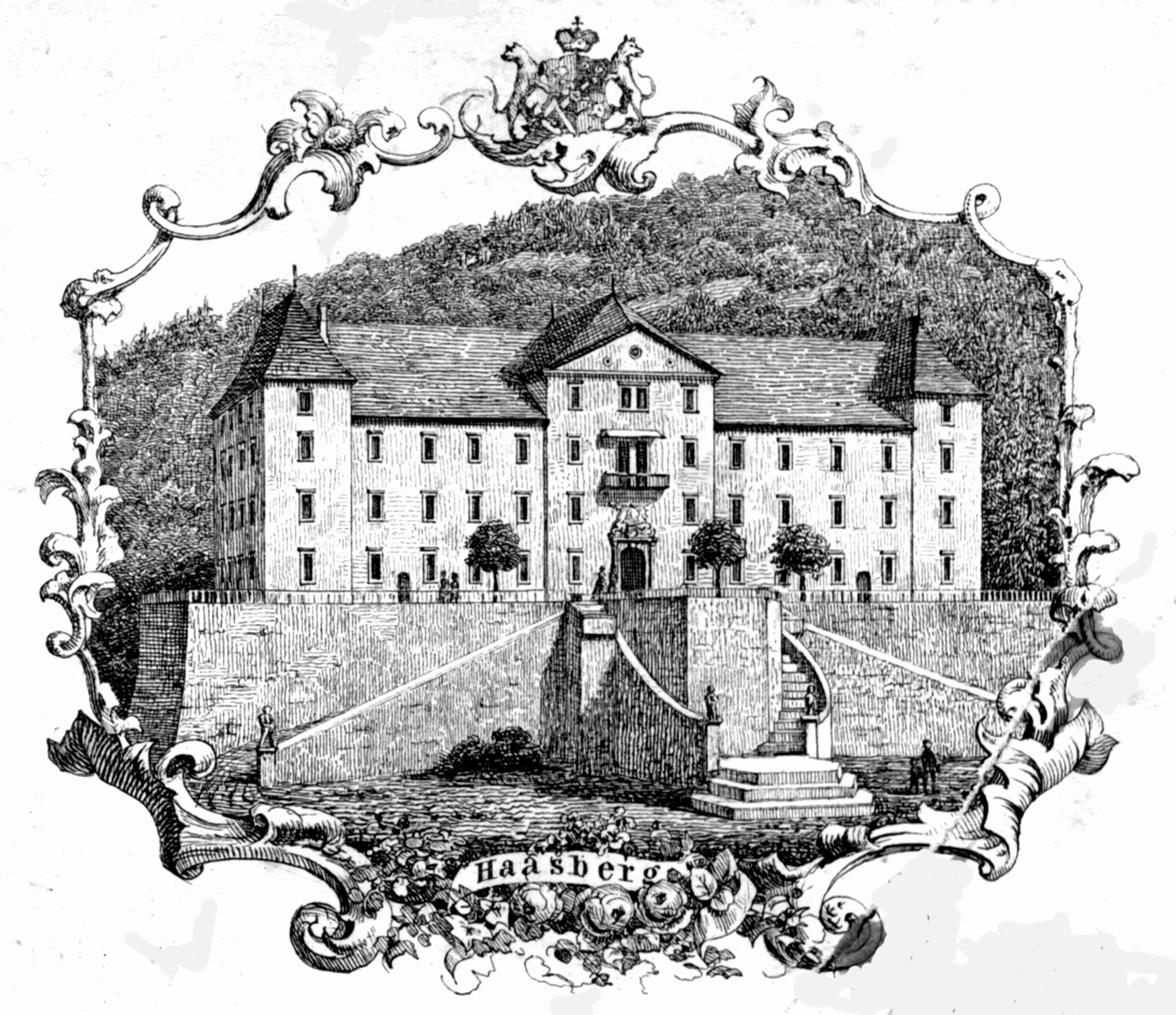
Castello Windisch-Graetz di Haasberg a Planina
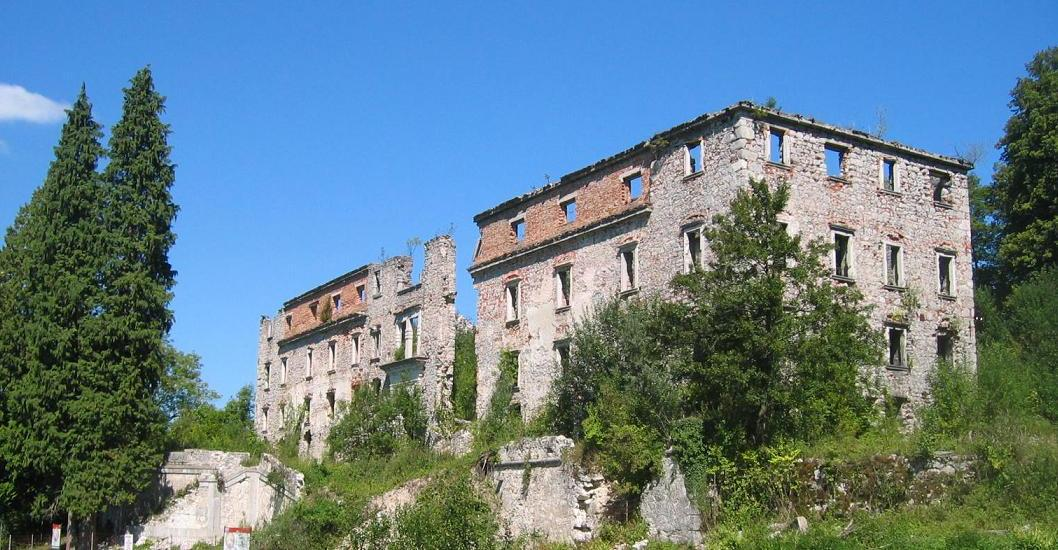
Rovine del Castello Windisch-Graetz di Haasberg a Planina
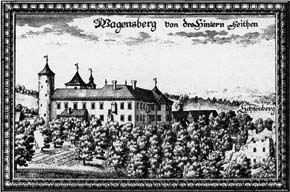
Castello Windisch-Graetz di Bogensperg
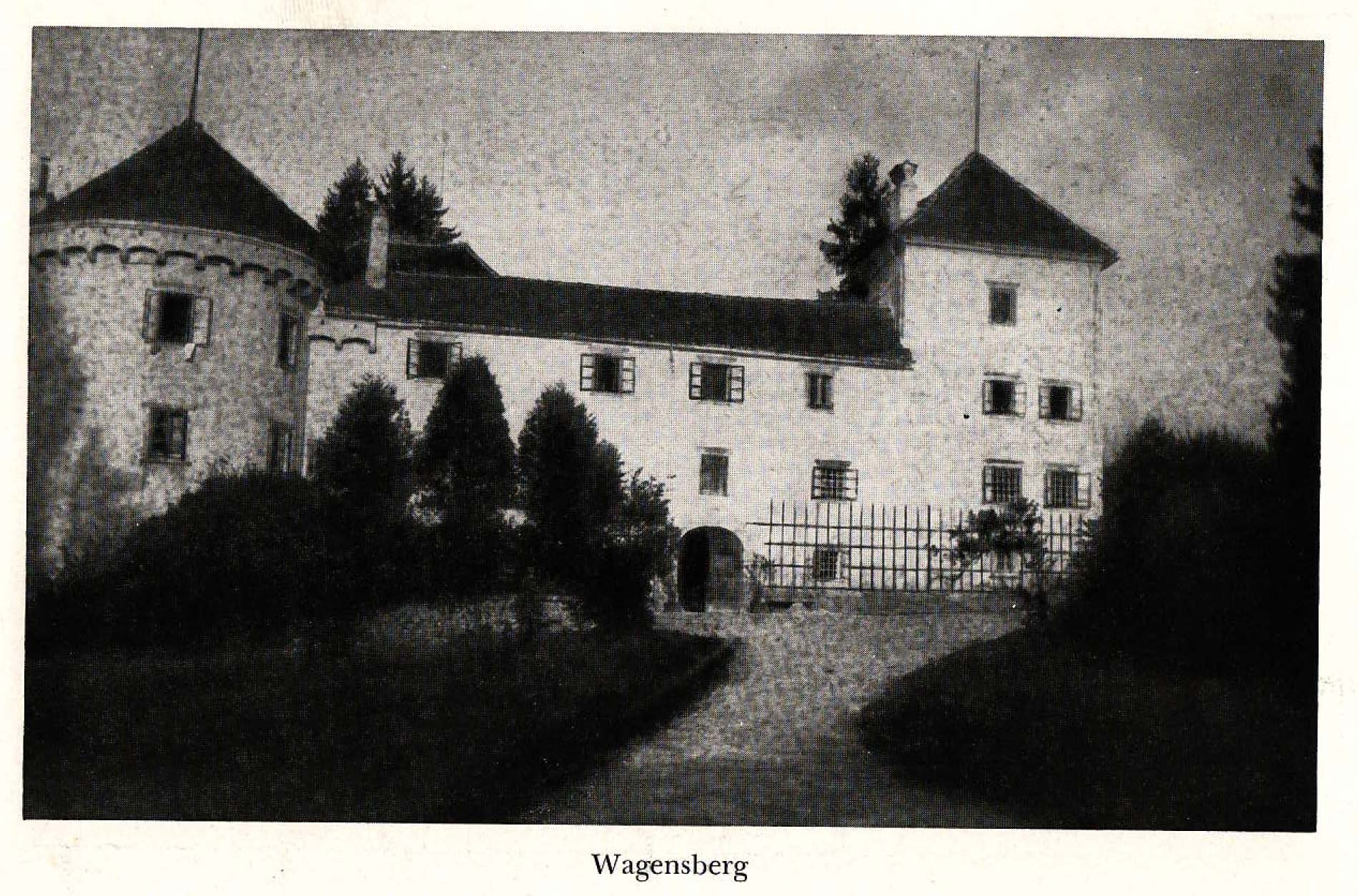
Castello Windisch-Graetz di Bogensperg
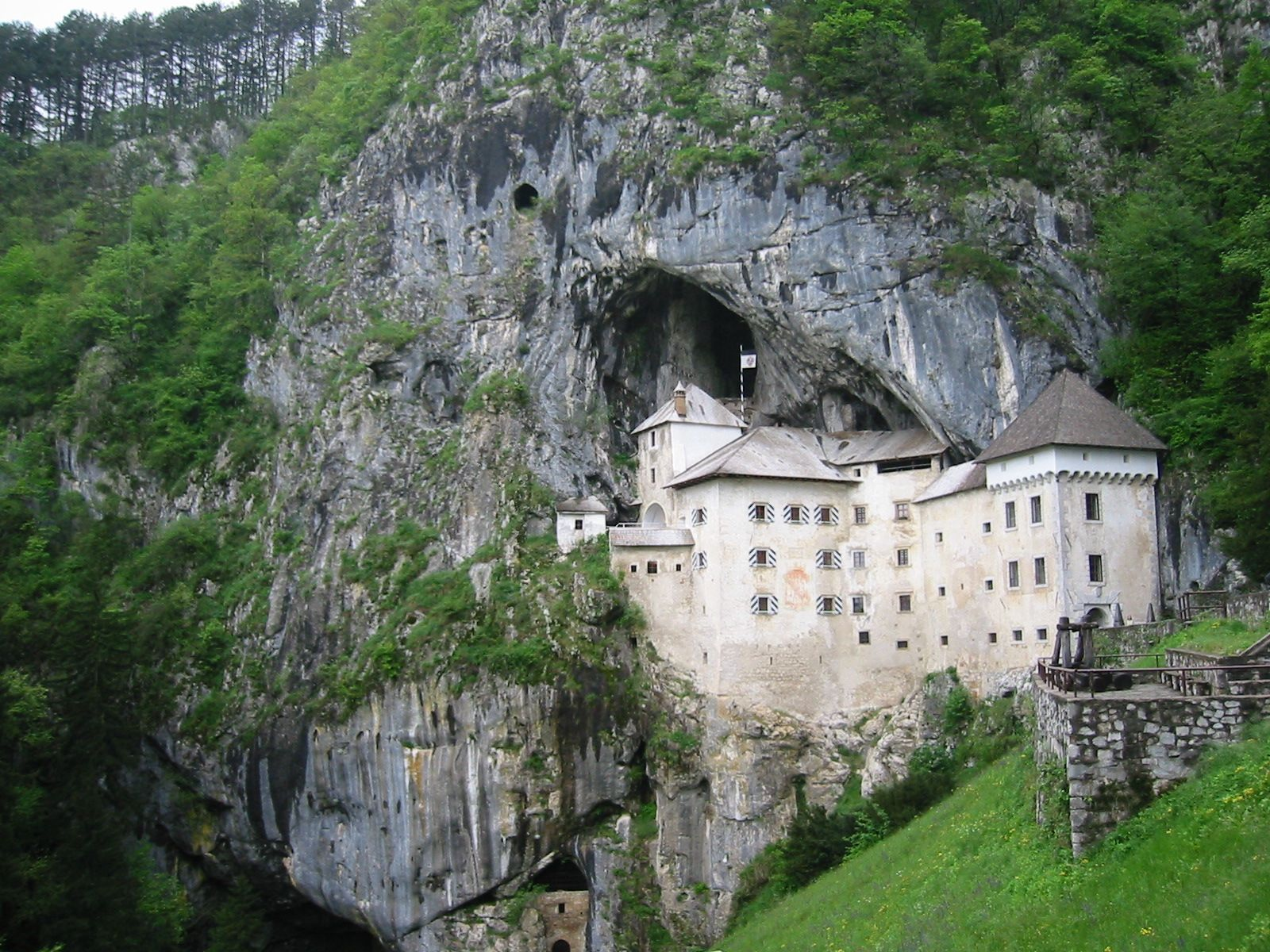
Castello Windisch-Graetz a Castel Lueghi presso Postumia
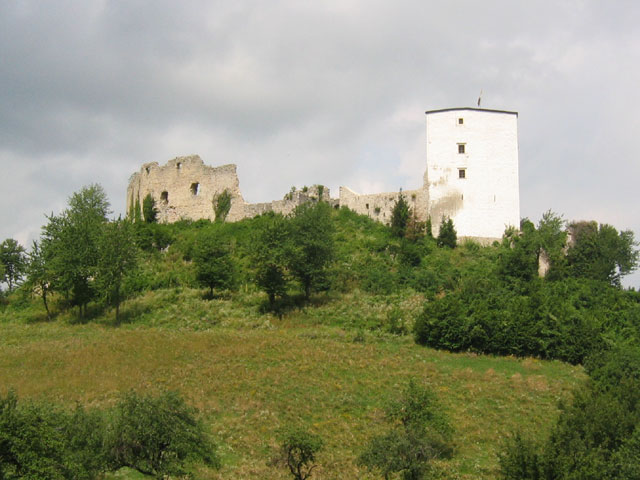
Ruine di Castello vecchio Gonobitz - Slovenske Konjice
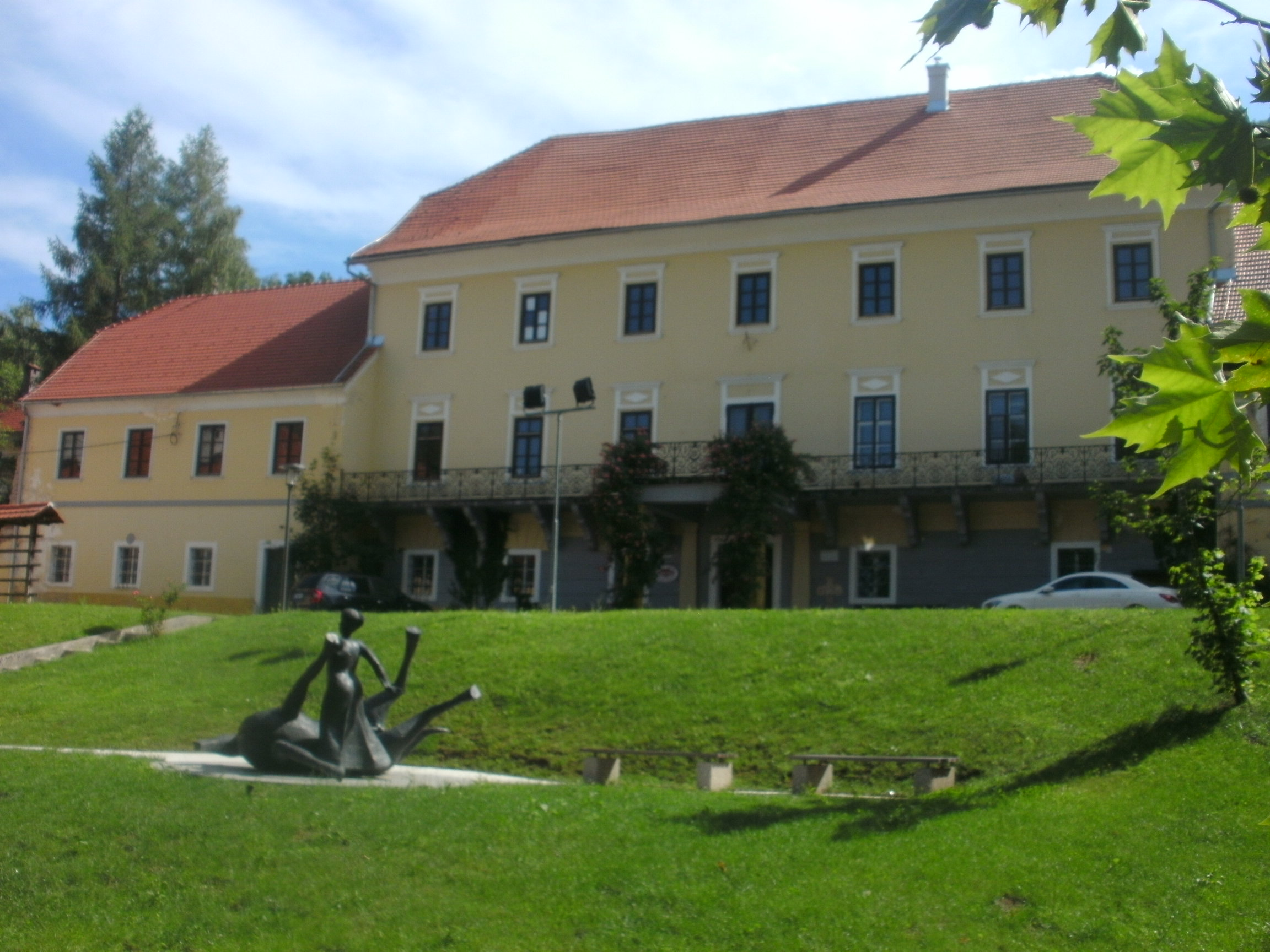
Castello Windisch-Graetz Trebnik di Gonobitz - Slovenske Konjice
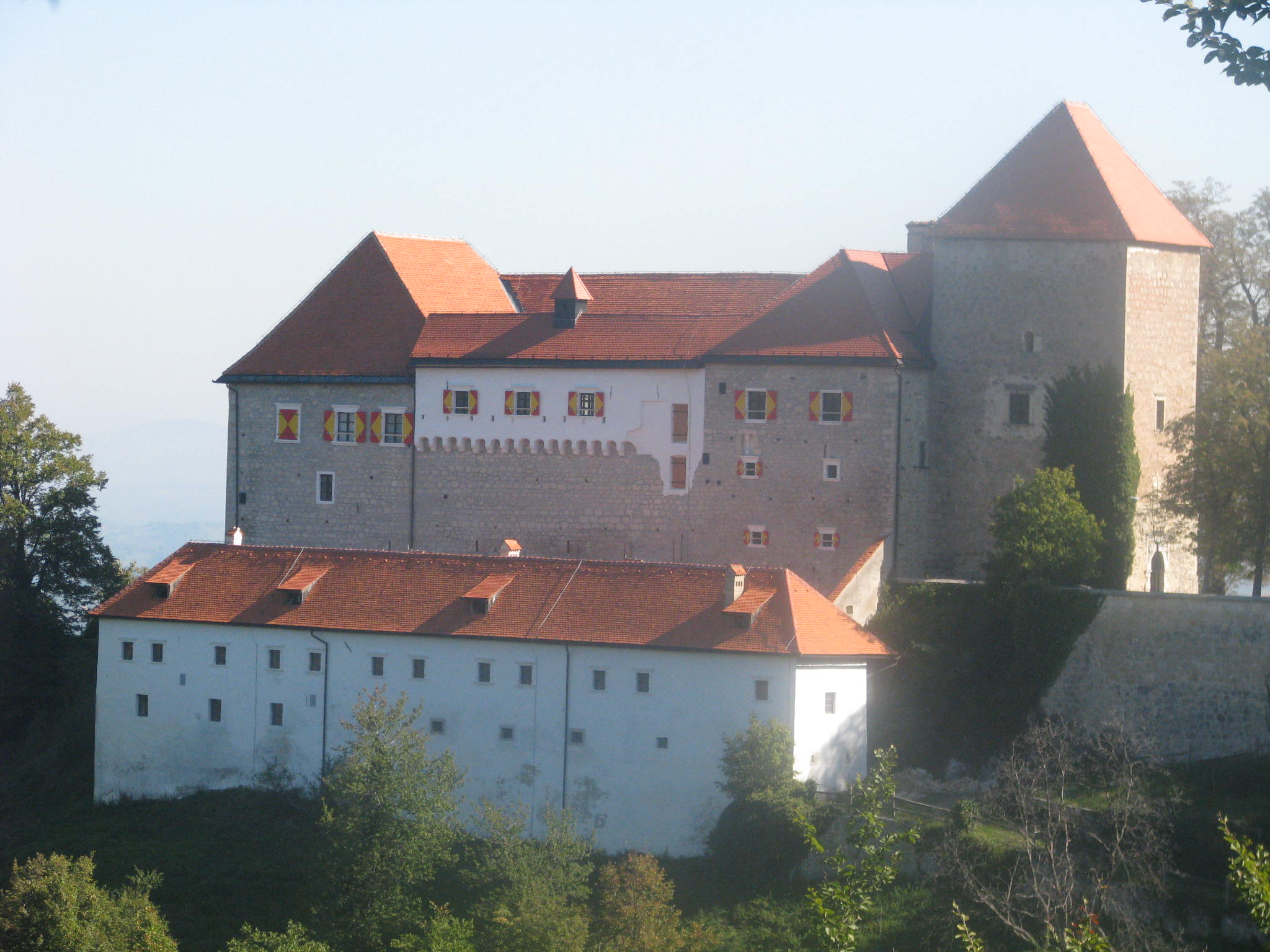
Castello Windisch-Graetz di Hoerberg - Podsreda
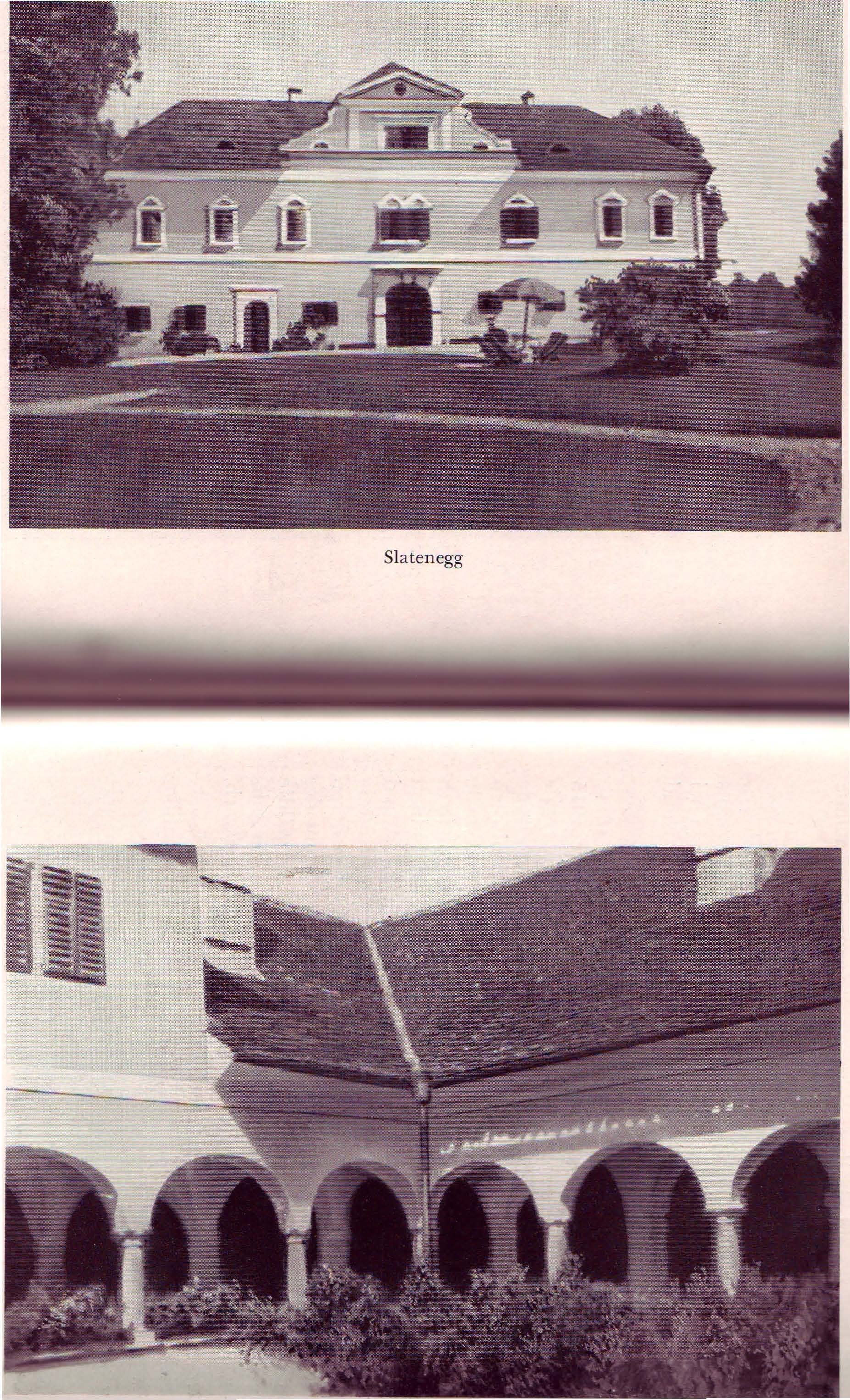
Castello Windisch-Graetz di Slatenegg - dvorec Slatna
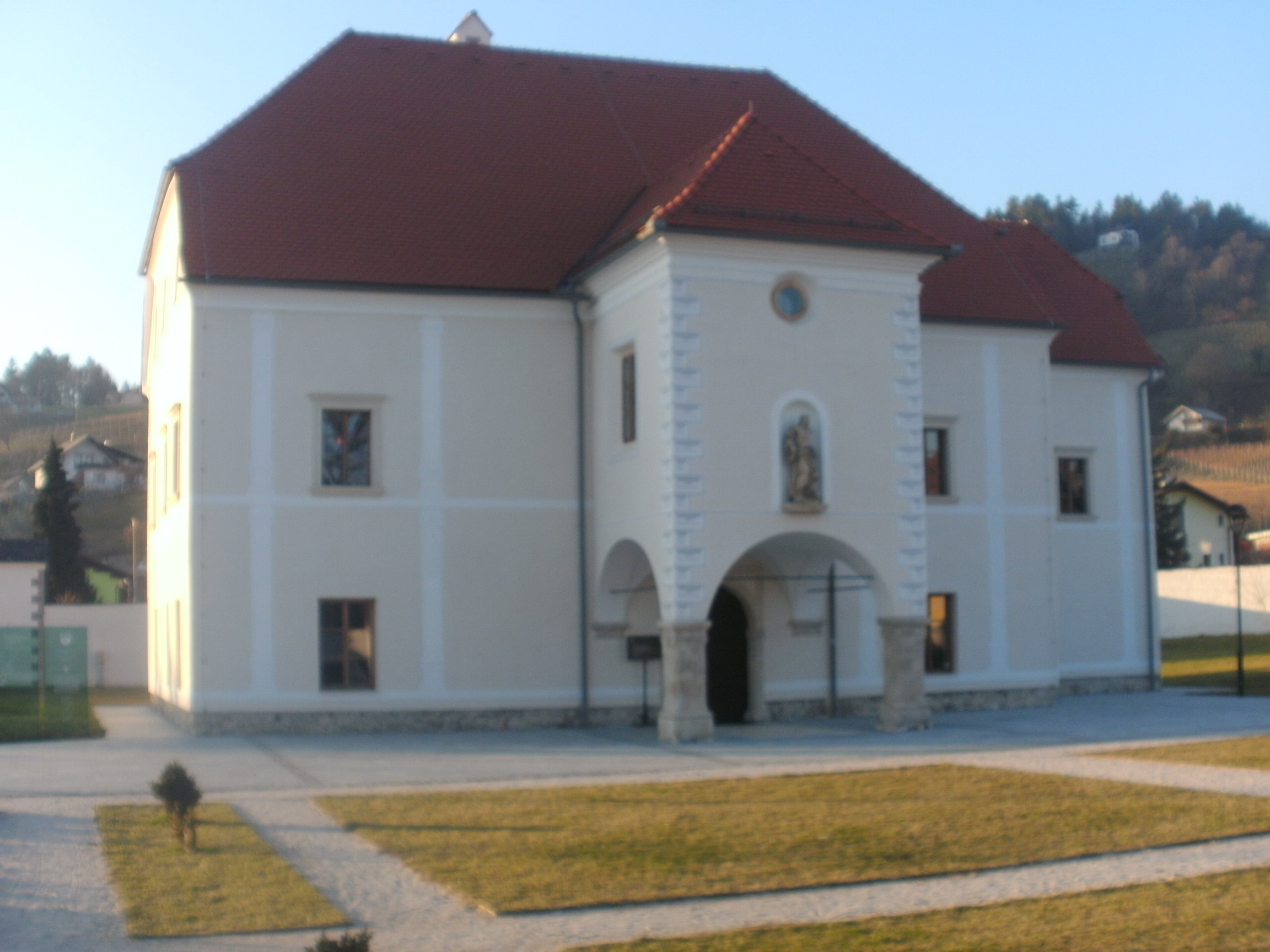
Castello di Oplotnica